# Нижнесаксонский симфонический оркестр
Нижнесаксонский симфонический оркестр (нем. Niedersächsisches Symphonie-Orchester, первоначально просто Нижнесаксонский оркестр, нем. Niedersachsenorchester) — немецкий симфонический оркестр, действовавший в Ганновере в 1934—1968 гг.
Бо́льшую часть жизненного срока коллектива им успешно руководил дирижёр Хельмут Тирфельдер, гастролировваший с оркестром как по региону, так и за его пределами, участвуя в различных фестивалях; Тирфельдер также пропагандировал музыку Яна Сибелиуса, в 1942 году записал с оркестром «Лебедя Туонелы», «Дочь Похьолы» и «Грустный вальс». В 1950 году оркестр пережил кризис, связанный с учреждением в городе другого коллектива — оркестра Радио Северо-Западной Германии, куда перешёл целый ряд музыкантов. Тирфельдеру удалось, однако, переломить ситуацию и привлечь к финансированию коллектива городскую администрацию и правительство земли Нижняя Саксония. Однако кризисные условия 1968 года прервали этот финансовый поток, и с концом сезона оркестр прекратил существование.

## Музыкальные руководители
- Фриц Леман (1934—1938)
- Хельмут Тирфельдер (1938—1964)
- Рудольф Альберт (1964—1968)